# コンスエロ・ヴァンダービルト

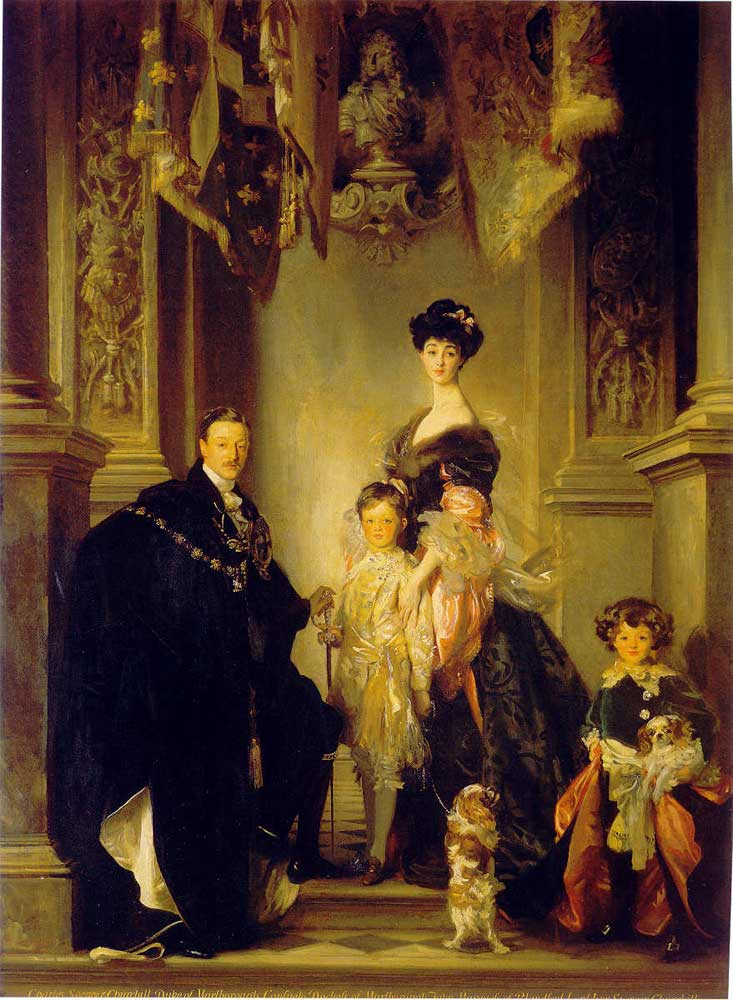
9代マールバラ公とその家族。ジョン・シンガー・サージェント画、1905年

コンスエロ・ヴァンダービルト （英語: Consuelo Vanderbilt, 1877年3月2日 - 1964年12月6日）は、第9代マールバラ公チャールズ・スペンサー＝チャーチルの最初の夫人。第10代マールバラ公ジョンの母。米国の金ぴか時代を象徴するダラー・プリンセスの代表的な存在。

## 生涯
ニューヨークで生まれる。父はヴァンダービルト家の総帥ウィリアム・キッサム・ヴァンダービルト。母はアラバマ州の名家出身のアルヴァ・アースキン・スミス(後にウィリアムとは離婚して、マシュー・ペリー（黒船来航のペリー）の孫オリバー・ベルモントと再婚)。「コンスエロ」というスペイン語の名前は、代母をつとめたマリア・コンスエロ・デル・ヴァル（のちの第8代マンチェスター公爵ジョージ・ヴィクター・ドロゴ・モンタギューの夫人。キューバ人とのハーフ）にちなんでつけられた。
幼い頃から美しい少女で、その莫大な財産もあって、貴族や名家の跡取りたち垂涎の的だった。しかし母アルヴァはかなり高望みで、ほとんどの求婚者たちを良しとしなかった。のちに、「ピーター・パン」の作者ジェームス・マシュー・バリー卿が「私はコンスエロ・マールバラが馬車に乗り込むところを、通りで見とれていた。」と書いている。
アルヴァが、誰よりも高名で高貴な男に一人娘を縁づけたい、と決めると、ニューヨーク社交界のヴァンダービルト家の結束が固くなった。アルヴァは巧みに、コンスエロと、広大なブレナム宮殿の主で名はあるが金のないチャールズ・スペンサー=チャーチルを近づけた。これをお膳立てしたのは、アメリカ人富豪の家から嫁いでイギリス貴族となっていたレディー・パジェットである。
不幸なことに、コンスエロは公爵に何の関心も持たなかった。彼女は秘密裡にウィンスロップ・ラザフォードというアメリカ人青年と婚約していたのだ。アルヴァは娘を、「公爵夫人になれる」とおだてたり甘い言葉でつったり、頼んだりしてマールバラ公との結婚を勧めた。この強圧的な母親に素直に従うふりをして、コンスエロは駆け落ちを計画した。しかし、計画がばれて失敗すると、母は彼女を自室に閉じこめた。ウィンスロップを殺すと脅されても、コンスエロは結婚を拒んだ。強情な娘と対抗するうちに、アルヴァは幽霊のようにやせてみるみる弱り、余命幾ばくもない病状だと診断された。この時に、コンスエロは根負けし、一言も「結婚する」とは言わず、自室から出てきた。無言のまま結婚を承諾したようなものである。娘の改心にアルヴァは、びっくりするほどの早さで重病から回復した。

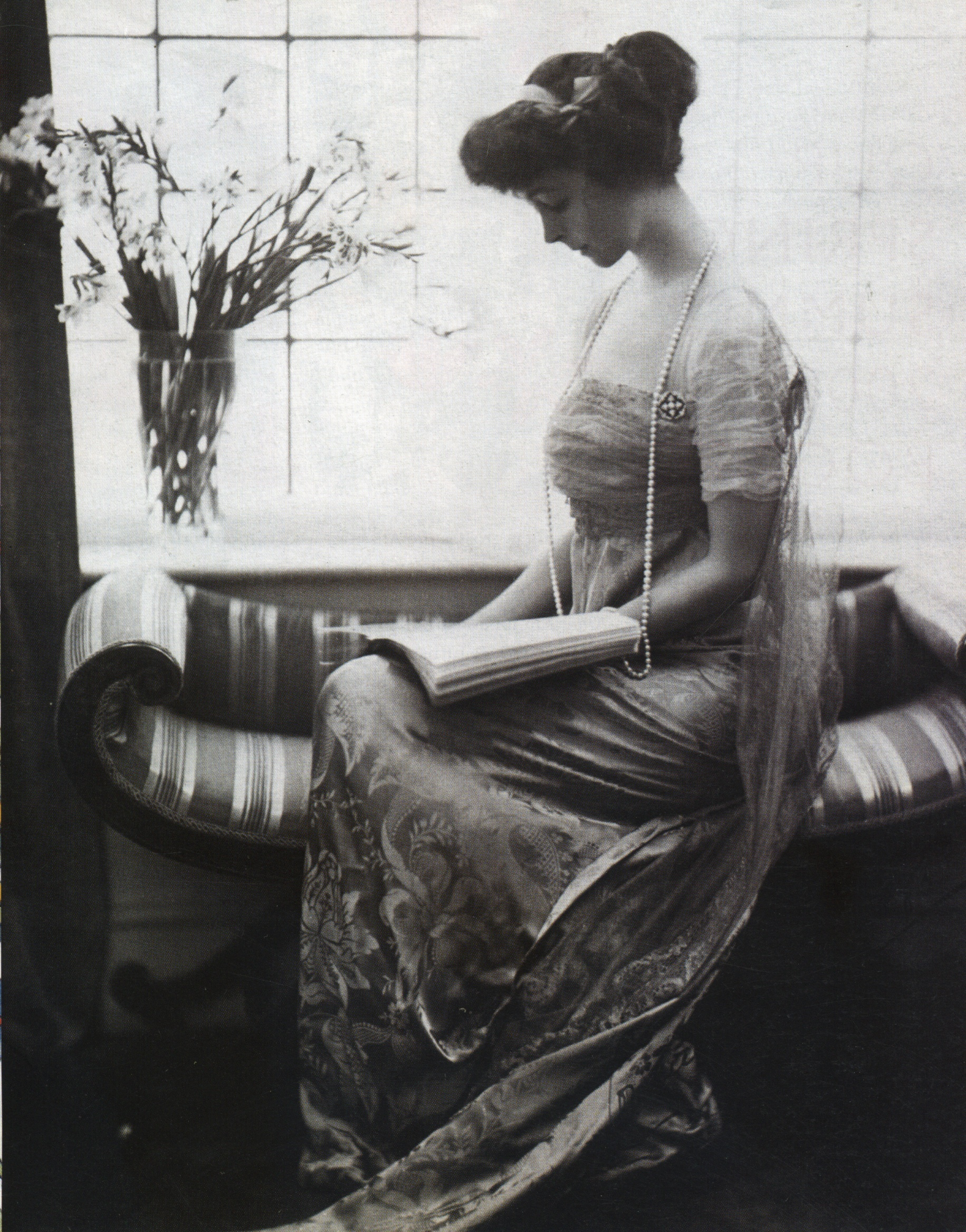
1910年頃のコンスエロ

1895年11月6日、ニューヨークで結婚。祭壇を前にして、母の企みにコンスエロはむせび泣いたと伝えられる。公爵は、コンスエロの持参金として得た2万5千ドルとともに、コンスエロをイギリスへ連れ帰った。二人には、ジョンとアイヴァの2男が生まれたが、結婚生活は名前だけのものだった。公爵夫人はほどなく、夫のハンサムな従兄弟レジナルド・フェローズと恋に落ちた（この密通が続かなかったのは、フェローズの両親にとって救いだった）。一方公爵の方も、コンスエロのようなアメリカ人富豪の娘で、風変わりだが相当知性のあるグラディス・メアリー・ディーコンと関係した。夫妻は1921年に離婚した。
コンスエロは離婚からまもなくして、フランス人陸軍中佐のジャック・バルサンと再婚した。ライト兄弟と働いたことがあり、気球・飛行機・水上飛行機のパイロットとして多くの記録を作った人物である。織物会社の跡取りで、ココ・シャネルの20代の頃の愛人エティエンヌ・バルサンの弟にあたる。1956年にジャックが88歳で亡くなるまで、彼とは35年の結婚生活を添い遂げた。
マールバラ公家を出たあとも、彼女は気に入ったチャーチル家の人々と絆を保ち続けた。特に、夫の従兄弟ウィンストン・チャーチルが知られている。彼は、1920年代から1930年代、彼女のフランスの自宅である、パリから50マイル離れた城をたびたび訪れた。彼が第二次世界大戦前に最後に描いた作品は、ここで仕上がった。
1953年、コンスエロはゴーストライターの手を借りて「グリッター・アンド・ゴールド」という自伝を出版した。
1964年、コンスエロはニューヨーク州ロングアイランドで死去。かつて暮らしたブレナム宮殿近くの墓で、二男アイヴァの隣に眠っている。